# لوران-أوليفييه ديفيد
لوران-أوليفييه ديفيد هو محامي وصحفي وسياسي كندي، ولد في 24 مارس 1840 في Sault-au-Récollet ‏ في كندا، وتوفي في 24 أغسطس 1926 في أترمون في كندا. نشط حزبياً في الحزب الليبرالي الكندي. وقد انتخب عضو الجمعية الوطنية في كيبك ‏ وانتخب عضو مجلس الشيوخ الكندي ‏.